# Cua de ventall de matollar
El cua de ventall de matollar (Rhipidura threnothorax) és un ocell de la família dels ripidúrids (Rhipiduridae).

## Hàbitat i distribució
Viu entre la malesa del bosc, zones més obertes i pantans de les illes Aru, Waigeo, a les Raja Ampat, Salawati i Misool i a Nova Guinea, incloent Yapen.